# Piano dei conti
Il piano dei conti è costituito da un documento contenente tutti i conti utilizzati da un'azienda (o da un privato avente obbligo di utilizzo del libro giornale) per effettuare le rilevazioni contabili in partita doppia.
Il piano dei conti, non vincolato nella sua forma o estensione da alcuna norma dell'ordinamento italiano, varia a seconda delle esigenze aziendali ed è influenzato dalla forma giuridica dell'azienda, dall'attività da essa svolta e dalle sue dimensioni. L'obiettivo generale del piano dei conti è di ottenere informazioni analitiche (attraverso i sottoconti) e, al tempo stesso, riassuntive (tramite i conti di mastro).
Un buon piano dei conti deve essere composto dal quadro dei conti e dalle note esplicative.

## Quadro dei conti
Il quadro dei conti è costituito da un raggruppamento che può essere considerato il conto primario, dai conti che suddividono il raggruppamento stesso (sottoconti) e dalla voce di bilancio in cui deve essere inserito. A ciascun sottoconto deve essere assegnato un codice (solitamente numerico) per facilitarne l'individuazione; questo codice è suddiviso in due parti suddivise da un punto: la prima parte indica il raggruppamento e la seconda il conto interessato.
Cfr. IV Direttiva CEE